# インターナショナル・ヘビー級王座
インターナショナル・ヘビー級王座（インターナショナル・ヘビーきゅうおうざ）は、全日本プロレスが管理、PWFが認定している王座。NWAの認可だったこともあり、日本国外ではNWAインターナショナル・ヘビー級王座（NWA International Heavyweight Title）とも呼称されている。現在は三冠ヘビー級王座を構成しているチャンピオンベルトの1つである。

## 歴史

### 力道山時代
この王座は、NWA本部が1958年6月に日本を始め世界各国で積極的にNWA世界ヘビー級王座の防衛戦を行って防衛を続けたルー・テーズの実績を認めて、NWA世界ヘビー級王座とは別に、新たにテーズを初代のインターナショナル・ヘビー級王者として認定したことによって始まったものである。このインターナショナル・ヘビー級王座が1958年8月27日、アメリカ合衆国・カリフォルニア州ロサンゼルスのオリンピック・オーディトリアムでのノンタイトルマッチで力道山がテーズに勝利（反則勝ち）し、力道山はこの勝利を理由に王者の資格があると主張する。タイトル分裂。テーズはその後も世界王座を奪回するまで、王者として活動している。後にテーズより王者を名乗る事を認められたと推察される（なお、この王座には専用のチャンピオンベルトは存在せず、帰国後に力道山が作成した。2度目に製作されたものが、ジャイアント馬場が1972年に全日本プロレスを旗揚げした時に力道山家から寄贈され、世界ヘビー級王座、後のPWFヘビー級王座のチャンピオンベルトとなる）。これ以後、日本に定着することになる。
インターナショナル・ヘビー級王座が力道山に移ってからは日本プロレスの至宝として東京・大阪などの大会場でタイトルマッチが行われ、力道山はドン・レオ・ジョナサン、エンリケ・トーレス、ミスター・アトミック、サニー・マイヤース、プリンス・イヤウケア、ミスターX、ゼブラ・キッド、ジェス・オルテガ、パット・オコーナー、バディ・オースチン、ザ・デストロイヤーなどといった強豪レスラーと名勝負を繰り広げ、またグレート・アントニオやヘイスタック・カルホーン、ムース・ショーラックなどの異能派レスラーとも王座を賭けて戦うなど、インター王座は力道山の代名詞となっていく。力道山は一度もこの王座を明け渡すことなく、19回連続防衛（ただし反則負け防衛が1回ある）を果たした。
しかし力道山は1963年12月4日にザ・デストロイヤーを相手に19回目の王座防衛を果たした後、刃物で刺され予後不良から12月15日に急逝。その後、日本プロレスはインターナショナル・ヘビー級王座について、『力道山一代限りのもの』として封印を決める。

### ジャイアント馬場時代
ジャイアント馬場が凱旋帰国しスケールの大きなレスリングで爆発的な人気を得ると「馬場を力道山の後継者として、インター王者を継がせるべきだ」という声が起こり、日本プロレスはNWAの了承を得てインターナショナル王座の封印を解除、「NWA認可、日本プロレスリング・コミッション認定」のタイトルとして復活させる。ただしチャンピオンベルトは力道山が使用したものを使わず、それとは全く別にベルトを新調した。
1965年11月24日、王座決定戦でディック・ザ・ブルーザーを破った馬場が第3代王者に就く。馬場は途中ボボ・ブラジル、ジン・キニスキーに王座を明け渡したものの、1972年9月に日本プロレス脱退・全日本プロレス創立に伴い王座を返上するまで、タイトルを保持した。この間テーズ、キニスキー、デストロイヤー、フリッツ・フォン・エリック、キラー・カール・コックス、ゴリラ・モンスーン、ブルーノ・サンマルチノ、ターザン・タイラー、クラッシャー・リソワスキー、ウイルバー・スナイダー、フレッド・ブラッシー、アブドーラ・ザ・ブッチャー、ザ・シーク、ドリー・ファンク・ジュニア、ザ・ストンパー、スパイロス・アリオン、イワン・コロフ、クリス・マルコフ、テリー・ファンク、ブルドッグ・ブラワー、ジョニー・バレンタインらの強豪を退け、インターナショナル王座の価値はますます高いものとなった。当時のNWA世界ヘビー級王者キニスキー（NWA王者としての来日時は日本プロレスのNWA加盟前）およびドリー、WWWF世界ヘビー級王者サンマルチノが来日した際にも、各世界王者を挑戦者として馬場のインター王座防衛戦が行われた（1969年末にドリーが初来日した際は馬場がNWA世界王座に挑戦している）。

### 大木金太郎時代
馬場の全日本プロレス離脱に際し、馬場が保持するインターナショナル・ヘビー級王座に関して、日本プロレスは1972年9月6日開催の田園コロシアム大会にて、王座に大木金太郎を挑戦させ、馬場が勝利した場合はベルトを持っていっても構わないと発表したが、馬場は日本プロレスからの提案を拒否し、インターナショナル・ヘビー級王座を返上した上で退団。馬場の王座返上後の1972年12月、大木とボボ・ブラジルの間で新王者決定戦が行われ（「頭突き世界一決定戦」とも称された）、ブラジルが初戦に勝ち王座復帰、第2戦で大木が勝って念願のインターナショナル王座のベルトを腰に巻いた。以降、大木はビリー・レッド・ライオンとフリッツ・フォン・エリックを相手に防衛戦を行ったが、アントニオ猪木とジャイアント馬場が抜けた後の日本プロレスは観客動員が格段に落ち、程なくして経営不振になり自前の興行を行えなくなった後、団体としての活動を停止した。それに伴い、インターナショナル・ヘビー級王座は認定コミッション消滅により宙に浮いた状態となったが、チャンピオンベルトそのものは大木が所持し、地元韓国にてスーパー・デストロイヤー、マリオ・ミラノ、ザ・デストロイヤー、サムソン・クツワダ、サンダー杉山、アブドーラ・ザ・ブッチャー、高千穂明久、ドン・レオ・ジョナサン、稲妻二郎、キラー・トーア・カマタ、キング・イヤウケア、ブル・ラモス、フレッド・ブラッシー、ジョニー・ロンドス、チーフ・フランク・ヒルなどと防衛戦を行った。大木が新日本プロレスに参戦していた当時の1975年3月27日には、ソウルでアントニオ猪木の挑戦も一度受けている。これは猪木唯一のインター戦となった。1980年に大木が国際プロレスに入団してからは、ジョー・ルダック、ジプシー・ジョー、ビル・ドロモ、上田馬之助を相手に日本でも防衛戦が行われた。
全日本プロレスは1981年4月13日、NWA本部からの勧告という形で大木に王座を返上させ復活トーナメント（直前に行われたチャンピオン・カーニバルの成績優秀者9人が参加）を開催し、以降は全日本プロレスのタイトルとして定着する（大木は馬場の推薦で韓国のプロモーターとしてNWAに加盟しており、「NWA非加盟の国際プロレスでインター戦を行ったのはNWA会員として問題」という趣旨の勧告であった。なお、全日本プロレスは交換条件として馬場が大木から奪取して封印していたアジアヘビー級王座を大木に渡している）。

### 全日本プロレス時代
全日本プロレスで復活したインターナショナル・ヘビー級王座のトーナメント決勝は1981年4月30日の松戸市運動公園体育館で行われる予定だったが、準決勝の馬場戦で勝利するも右足首を捻挫したブルーザー・ブロディが決勝戦を棄権したため、ドリー・ファンク・ジュニアが自動的に王者となった。同日はトーナメント参加者によるくじ引きでドリーへの挑戦者を決めたが、弟のテリー・ファンクが当たりくじを引いて最初で最後の兄弟対決が実現し、54分ジャストにエビ固めでドリーが初防衛に成功した（ザ・ファンクスの兄弟対決は、タッグマッチでは1966年1月13日にアマリロにて、ドリー&リッキー・ロメロのNWAウエスタン・ステーツ・タッグ王座にテリー&ワフー・マクダニエルが挑戦した試合がある）。
1981年10月9日、ブロディがドリーを破って王座を奪取。一旦はドリーに王座を奪回されるものの、1982年4月21日、再びドリーを破り王座の再奪取に成功（その間、ドリーは当時のアメリカでの主戦場だったNWAフロリダ地区にて、ジャック・ブリスコ、マイク・グラハム、ブライアン・ブレアー、ミスター・レスリング2号、スウィート・ブラウン・シュガー、ブッチ・リードなどを挑戦者に防衛戦を行ったが、1981年にリードに一旦移動しているとの記録もある）。8月プエルトリコのサンフアンで行われたNWA総会において「NWAは東洋シェアでの実績と信用を評価し、インターナショナル・ヘビー級王座、インターナショナル・タッグ王座、インターナショナル・ジュニアヘビー級王座の3つのインターの王座は、今後はPWFと全日本プロレスに半永久的に管理及び運営を一任する」という決定がなされ（総会に出席した馬場のコメント）、PWFヘビー級王座と共に全日を象徴するシングルタイトルとなる。ブロディは再奪取以降通算1年4ヶ月、10回連続防衛という、外国人レスラーとしてはまれに見る長期政権を樹立する。
1983年8月31日、ブロディを破りジャンボ鶴田が第14代王者となる。以後、スタン・ハンセンとブロディに短期間奪われたものの、通算5年7か月に渡って王座を保持した。その間、ニック・ボックウィンクル、ハーリー・レイス、ビル・ロビンソン、テリー・ゴディ、アブドーラ・ザ・ブッチャーらの挑戦を退けたほか、1986年3月29日にはハンセンのAWA世界ヘビー級・PWFヘビー級両選手権との日本初のトリプル・タイトルマッチが実現した。1988年頃から天龍源一郎の呼びかけで三冠統一の機運が盛り上がり、PWF王座・UN王座とのトリプル・タイトルマッチが多くなった。インターヘビー単独のタイトルマッチが最後に行われたのは、1988年9月9日、鶴田がブッチャーの挑戦を受けて防衛した試合である。
1989年4月18日、鶴田がハンセンを破って本王座・PWF王座・UN王座の三冠王者となってからは、三冠ヘビー級王座として統合された。

## 歴代王者
| 歴代   | 選手                       | 戴冠回数 | 防衛回数 | 獲得日付       | 獲得場所 （対戦相手・その他）                                                                        |
| ------ | -------------------------- | -------- | -------- | -------------- | --- |
| 初代   | ルー・テーズ               | 1        | 1        | 1958年6月      | NWAが王者に認定                                                                                      |
| 第2代  | 力道山                     | 1        | 20       | 1958年8月27日  | カリフォルニア州ロサンゼルス 死去のため空位                                                          |
| 第3代  | ジャイアント馬場           | 1        | 21       | 1965年11月24日 | 大阪府立体育館 王座決定戦で獲得 ディック・ザ・ブルーザー                                             |
| 第4代  | ボボ・ブラジル             | 1        | 0        | 1968年6月25日  | 愛知県体育館                                                                                         |
| 第5代  | ジャイアント馬場           | 2        | 18       | 1968年6月27日  | 蔵前国技館                                                                                           |
| 第6代  | ジン・キニスキー           | 1        | 0        | 1970年12月3日  | 大阪府立体育館                                                                                       |
| 第7代  | ジャイアント馬場           | 3        | 10       | 1970年12月19日 | グランド・オリンピック・オーディトリアム 日本プロレスを退社のため返上                                |
| 第8代  | ボボ・ブラジル             | 2        | 0        | 1972年12月1日  | 横浜文化体育館 王座決定戦で獲得 大木金太郎                                                           |
| 第9代  | 大木金太郎                 | 1        | 17       | 1972年12月4日  | 広島県立体育館 NWAから勧告のため返上                                                                 |
| 第10代 | ドリー・ファンク・ジュニア | 1        | 1        | 1981年4月30日  | 松戸運動公園体育館 王座決定トーナメントで獲得 テリー・ファンク                                       |
| 第11代 | ブルーザー・ブロディ       | 1        | 0        | 1981年10月9日  | 蔵前国技館                                                                                           |
| 第12代 | ドリー・ファンク・ジュニア | 2        | 4        | 1981年11月1日  | 後楽園ホール                                                                                         |
| 第13代 | ブルーザー・ブロディ       | 2        | 10       | 1982年4月21日  | 大阪府立体育館                                                                                       |
| 第14代 | ジャンボ鶴田               | 1        | 17       | 1983年8月31日  | 蔵前国技館                                                                                           |
| 第15代 | スタン・ハンセン           | 1        | 2        | 1986年7月31日  | 両国国技館                                                                                           |
| 第16代 | ジャンボ鶴田               | 2        | 5        | 1986年10月21日 | 両国国技館                                                                                           |
| 第17代 | ブルーザー・ブロディ       | 3        | 2        | 1988年3月27日  | 日本武道館                                                                                           |
| 第18代 | ジャンボ鶴田               | 3        | 3        | 1988年4月19日  | 宮城県スポーツセンター PWFヘビー級王座、UNヘビー級王座との王座統一戦が行われて三冠ヘビー級王座となる |

## 主な記録
- 最多戴冠記録：3回
ジャイアント馬場（第3・5・7代）
ブルーザー・ブロディ（第11・13・17代）
ジャンボ鶴田（第14・16・18代）
- 最多連続防衛：21回
ジャイアント馬場
- 最多通算防衛：49回
ジャイアント馬場

## 備考
オリジナルの初代ベルトは、初代王者ルー・テーズが個人所有していた世界ヘビー級ベルトの転用。その後、力道山は初代ベルトを参考にアキバ徽章に依頼して2代目を製作。バックルに王冠がデザインされた純銀製でベルト部分も金属で作られており、更新後は現在まで力道山（百田）家に保管されている。
3代目は力道山がグレート東郷に頼みWWA世界ヘビー級のベルトのうちの1本を譲り受け、1963年10月9日の防衛戦より使用。このベルトは力道山の死後、2代目と共に一度保管された後、1972年に全日本プロレスを創立したジャイアント馬場に寄贈され、PWFヘビー級王座のベルトとして使用。この力道山ベルトが復活した際の写真では、馬場と力道山の胴回りの差から、馬場が巻くと相当窮屈になっている。結局PWFヘビー級王座のベルトは馬場の体格に合わせて新調され、そちらが三冠統一後まで使用された。
4代目は馬場が戴冠した1965年より使用。4代目のベルトは三冠ヘビー級王座に統一後もこれらを構成するベルトの1本としてそのまま使用され続けたが、2013年のベルト更新に合わせ、馬場家に返還された。
なお、タイトル移動のルールはアメリカのそれとは異なり、王者が反則負けやリングアウト負けでも移動することになっていた。これは全日本プロレスが保持する他のタイトルも同様で、新日本プロレスもこれに倣っている。ブルーザー・ブロディらはこのルールを絶賛していた。